# Square Duranton
Le square Duranton est un square du 15e arrondissement de Paris.

## Situation et accès
Il se situe dans le périmètre compris entre les rues de la Convention, Lourmel, Duranton et l'avenue Félix-Faure.
Il est desservi par la ligne 8 à la station Boucicaut.

## Origine du nom
Il honore la mémoire de Ferdinand Duranton (1787-1838), célèbre explorateur français qui mourut à Bakel au Sénégal.

## Historique
Ouvert en 1973, ce jardin sur dalle est aménagé sur un parc de stationnement. 
Quelques arbres à soie, des tilleuls de Mongolie, des cyprès et des ifs donnent une allure plutôt végétale à cet endroit qu'apprécient les enfants des habitations voisines.

## Activités
On y trouve tables de ping-pong, baby-foot, jeux à ressorts et toboggan.